# Florin Iordache
Florin Iordache (ur. 14 grudnia 1960 w Caracalu) – rumuński polityk i inżynier, długoletni parlamentarzysta, w 2016 przewodniczący Izby Deputowanych, w 2017 minister sprawiedliwości.

## Życiorys
Absolwent studiów inżynierskich (1985) i prawniczych (2002) na Universitatea din Craiova. W 2007 doktoryzował się w zakresie międzynarodowych stosunków gospodarczych. Pracował jako inżynier w fabryce mebli w Caracalu (1985–1989), następnie jako główny inżynier i dyrektor przedsiębiorstwa SAFAR w tym mieście. Od lat 90. związany z socjalistami i następnie z Partią Socjaldemokratyczną w okręgu Aluta. W latach 1996–2000 pełnił funkcję zastępcy burmistrza Caracalu.
W 2000 po raz pierwszy wybrany na posła do Izby Deputowanych. Mandat odnawiał w kolejnych wyborach w 2004, 2008, 2012 i 2016.
W czerwcu 2016 zastąpił usuniętego z PSD Valeriu Zgoneę na funkcji przewodniczącego niższej izby rumuńskiego parlamentu. Kierował nią do końca kadencji w grudniu tegoż roku.
4 stycznia 2017 rozpoczął urzędowanie na stanowisku ministra sprawiedliwości w gabinecie Sorina Grindeanu. Zrezygnował ze stanowiska 9 lutego tegoż roku. Nastąpiło to po masowych demonstracjach przeciwko rządowej propozycji zmian w prawie karnym ograniczających ściganie przestępstw korupcyjnych.